# Мустафа Исмет Инону
Мустафа Исмет Инону (тур. Mustafa İsmet İnönü; Измир, 24. септембар 1884 — Анкара, 25. децембар 1973) је био турски генерал и политичар.

## Биографија
Турски војсковођа и политичар, завршио је војно-артиљеријску школу. Још у доба младотурске револуције је био близак сарадник и саборац Ататурка.
Током грчко-турског рата прославио се у великој победи турске војске у бици код Инонуа, након чега је ову одредницу узео за своје презиме. (Све до оснивања Републике, Турци нису носили презимена попут других народа). Од стране власти је награђен чином паше. На Западном фронту ратовао је успешно и до ногу потукао Грке у бици на Сакарији.
По оснивању Републике био је њен први председник Владе и на тој функцији је остао све до 1937. године.
Након Ататуркове смрти 1938. године је постављен за председника Републике Турске, и на тој позицији је остао све до 1950. године.
Са Ататурком и сарадницима, био је један од оснивача Републиканске партије и касније њен вођа.
У политику се активно вратио 1960. године и државног удара под вођством једног броја високих официра, након кога је лидер нације постао генерал Џемал Гурсел. Гурсел је дао одрешене руке Иненију за формирање владе 1962. године.
После изборног пораза од Странке правде (реформисана Демократска странка) у октобру 1965. године је напустио кабинет. Из политичког живота се повукао 1972. године.
Умро је 25. децембра 1973. године у Анкари (Турска).